# Koweitoniscus tamei
Koweitoniscus tamei là một loài chân đều trong họ Eubelidae. Loài này được Omer-Cooper miêu tả khoa học năm 1923.